# Оммайя, Аюб Хан
Аюб Хан Оммайя (англ. Ayub Khan Ommaya; 14 апреля 1930 года, Миан Чанну, Пенджаб — 11 июля 2008 года, Исламабад, Пакистан) — пакистано-американский нейрохирург, известен как изобретатель «резервуара Оммайя». Ведущий специалист по черепно-мозговым травмам.
Аюб Хан Оммайя родился 14 апреля 1930 года в Миан Чану, ныне в пакистанской провинции Пенджаб. Его отец, Надир Хан, воевал во время Первой мировой войны в составе Британского Индийского кавалерийского корпуса во Франции. Аюб Хан учился в медицинском университете короля Эдуарда VII, Лахор. По стипендии Родса обучался в Баллиол-колледже Оксфордского университета. Увлекался плаванием и оперным пением, причём сам обладал прекрасным голосом.
В 1961 году Аюб Хан Оммайя переехал в США, где проработал в различных клиниках более 40 лет. Кроме изобретения своего знаменитого резервуара в начале 60-х годов XX века, Аюб Хан Оммайя сделал большой вклад в изучение биомеханики черепно-мозговой травмы, стал одним из пионеров спинальной ангиографии, занимался эндовазальной и прямой хирургией артерио-венозных мальформаций спинного мозга, разрабатывал методы лечения назальной ликвореи, сотрудничал с Годфри Хаунсфилдом по улучшению качества компьютерной томографии.
На закате жизни Аюб Хан Оммайя вернулся с семьей в Пакистан, где и скончался от болезни Альцгеймера 11 июля 2008 года в своем доме в Исламабаде.

## Резервуар Оммайя

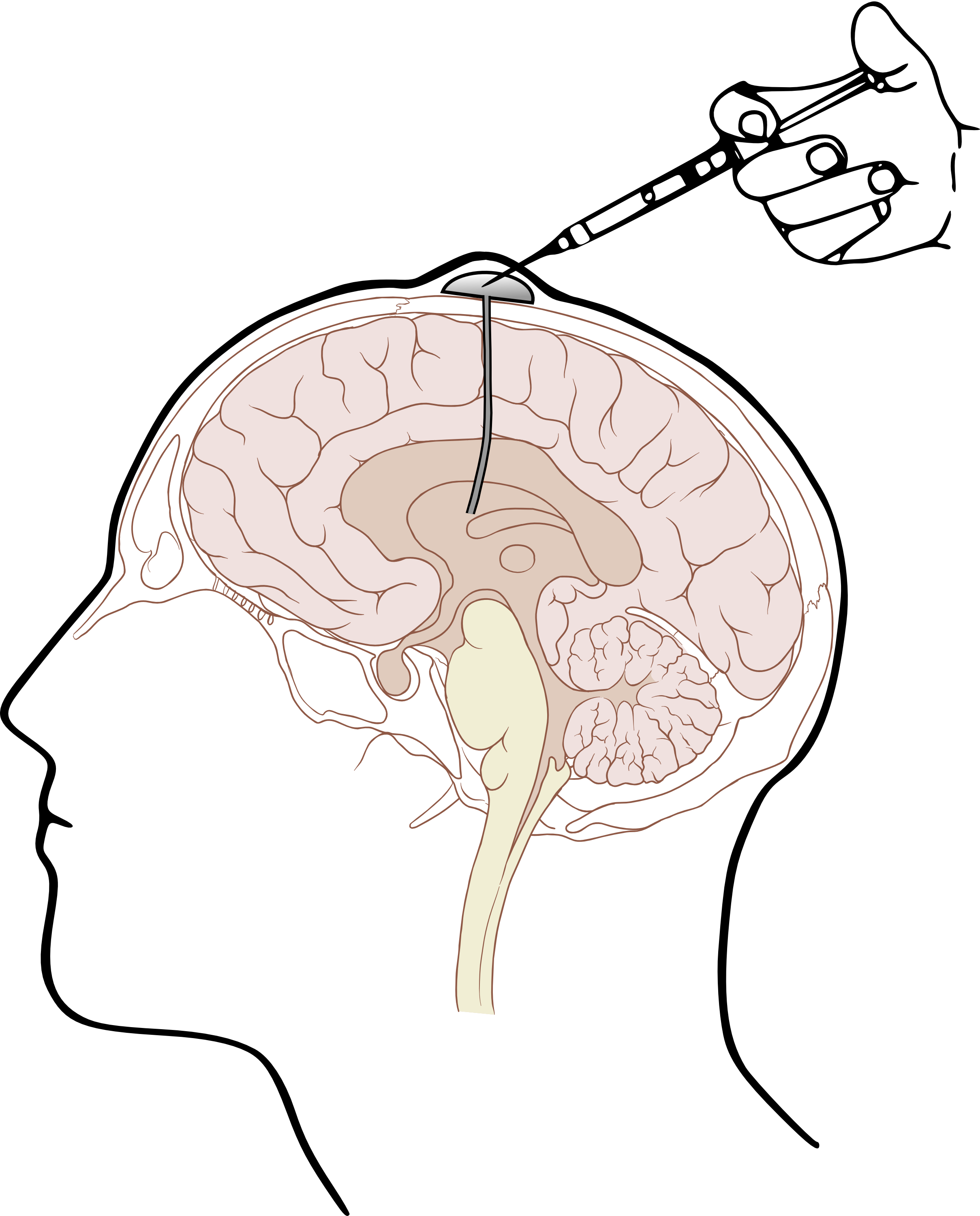
Схема работы резервуара Оммайя

Резервуар Оммайя — устройство для введения лекарственных препаратов в желудочки головного мозга, а также для аспирации ликвора из них. Посредством хирургической операции небольшой силиконовый резервуар имплантируют под кожу головы; к нему подсоединен катетер, ведущий в один из боковых желудочков головного мозга. Использование резервуара Оммайя связано с тем, что лекарства, вводимые внутривенно или другими стандартными способами, обычно плохо поступают в центральную нервную систему, так как имеется гемато-энцефалический барьер, ограничивающий проникновение веществ из крови в мозг. Резервуар Оммайя используется для лечения опухолей и инфекций центральной нервной системы.